# Нахунаво
Нахунаво (груз. ნახუნავო) — село в Грузии, на территории Мартвильского муниципалитета края (мхаре) Самегрело-Верхняя Сванетия.

## География
Село находится в западной части Грузии, к западу от реки Абаши, на расстоянии приблизительно 3 километров (по прямой) к западу от города Мартвили, административного центра муниципалитета. Абсолютная высота — 257 метров над уровнем моря.

## Население
По результатам официальной переписи населения 2014 года в Нахунаво проживало 333 человека (173 мужчины и 160 женщин). В национальной структуре населения грузины составляли 100 %.
| Год  | Население, человек |
| ---- | ------------------ |
| 2002 | 424                |
| 2014 | ↘ 333              |